# Dix-septième circonscription de Paris de 1988 à 2012
Pour les articles homonymes, voir Dix-septième circonscription de Paris de 1958 à 1986 et Dix-septième circonscription de Paris depuis 2012.
La dix-septième circonscription de Paris est l'une des 21 circonscriptions électorales françaises que compte le département de Paris (75) situé en région Île-de-France. D'après les chiffres de l'Institut national de la statistique et des études économiques (INSEE) en 1999, la population de cette circonscription est estimée à 99 898 habitants.

## Délimitation de la circonscription
Entre 1988, année des premières élections après le rétablissement du scrutin uninominal majoritaire par circonscription, et le redécoupage des circonscriptions réalisé en 2010, la circonscription recouvre une partie du 17e arrondissement (section du quartier des Batignolles à l'est des voies : rue de Saussure, boulevard Pereire et rue de Rome et le quartier des Épinettes) et une partie du 18e arrondissement (section du quartier des Grandes-Carrières située au nord de la rue Marcadet).
Cette délimitation s'applique donc aux IXe, Xe, XIe, XIIe et XIIIe législatures de la Cinquième République française.
Cette dix-septième circonscription de Paris correspond à l'adjonction d'une partie de la vingt-troisième circonscription, de la totalité de la vingt-quatrième circonscription et d'une partie de la vingt-cinquième circonscription de la période 1958-1986.
En 2012, cette circonscription est globalement devenue la nouvelle troisième circonscription, recouvrant la totalité du quartier des Batignolles et cédant l'extrême nord-est du quartier des Grandes-Carrières à la nouvelle dix-huitième circonscription.

## Liste des députés

### Élection du 16 mars 1986 au scrutin proportionnel
En 1985, le président de la république François Mitterrand changea le mode de scrutin des députés en rétablissant le scrutin proportionnel. Le nombre de députés du département de Paris fut ramené de 31 à 21.
| Législature | Début de mandat | Fin de mandat | Député élu            |  | Parti politique | Observations                                                       |
| ----------- | --------------- | ------------- | --------------------- |  | --------------- | ------------------------------------------------------------------ |
| VIIIe       | 2 avril 1986    | 14 mai 1988   | Françoise de Panafieu |  | RPR             | mandat écourté à la suite d'une dissolution de François Mitterrand |

### Députés de 1988 à 2012
Après les élections du 16 mars 1986, le nouveau premier ministre Jacques Chirac rétablissait le scrutin majoritaire à deux tours. Le nombre de députés était maintenu à 21 et les circonscriptions électorales antérieures étaient donc ramenées de 31 à 21. Une partie de l'ancienne vingt-troisième, la totalité de l'ancienne vingt-quatrième et une partie de l'ancienne vingt-cinquième circonscription ont formé la nouvelle dix-septième circonscription.
| Législature | Début de mandat | Fin de mandat  | Député élu            |  | Parti politique | Observations                                                                      |
| ----------- | --------------- | -------------- | --------------------- |  | --------------- | --------------------------------------------------------------------------------- |
| IXe         | 23 juin 1988    | 1er avril 1993 | Françoise de Panafieu |  | RPR             |                                                                                   |
| Xe          | 2 avril 1993    | 21 avril 1997  | Françoise de Panafieu |  | RPR             | mandat écourté à la suite d'une dissolution de Jacques Chirac                     |
| XIe         | 12 juin 1997    | 18 juin 2002   | Françoise de Panafieu |  | RPR             |                                                                                   |
| XIIe        | 19 juin 2002    | 25 juin 2007   | Annick Lepetit        |  | PS              | élection annulée par décision du Conseil constitutionnel réélue le 2 février 2003 |
| XIIIe       | 26 juin 2007    | 19 juin 2012   | Annick Lepetit        |  | PS              |                                                                                   |

## Résultats électoraux

### Élections législatives de 1988
| Candidat       | Candidat                   | Parti          | Premier tour | Premier tour | Second tour | Second tour |  |
| Candidat       | Candidat                   | Parti          | Voix         | %            | Voix        | %           |  |
| -------------- | -------------------------- | -------------- | ------------ | ------------ | ----------- | ----------- |  |
|                | Françoise de Panafieu élue | RPR (URC)      | 14 208       | 42,14        | 19 253      | 54,12       |  |
|                | Yvette Davant              | PS             | 11 996       | 35,58        | 16 322      | 45,88       |  |
|                | Jean-Pierre Reveau         | FN             | 4 424        | 13,12        |             |             |  |
|                | Jean-Louis Faure           | PCF            | 2 298        | 6,82         |             |             |  |
|                | Anne-Marie Dumon           | Divers droite  | 419          | 1,24         |             |             |  |
|                | Jean-François Boudet       | Divers         | 300          | 0,89         |             |             |  |
|                | Jean-Louis Soprani         | Divers         | 72           | 0,21         |             |             |  |
|                |                            |                |              |              |             |             |  |
| Inscrits       | Inscrits                   | Inscrits       | 59 412       | 100,00       | 59 412      | 100,00      |  |
| Abstentions    | Abstentions                | Abstentions    | 25 320       | 42,62        | 23 128      | 38,93       |  |
| Votants        | Votants                    | Votants        | 34 092       | 57,38        | 36 284      | 61,07       |  |
| Blancs et nuls | Blancs et nuls             | Blancs et nuls | 375          | 1,1          | 709         | 1,95        |  |
| Exprimés       | Exprimés                   | Exprimés       | 33 717       | 98,9         | 35 575      | 98,05       |  |

Le suppléant de Françoise de Panafieu était Jean-Marc Casso, ingénieur, adjoint au maire du 17ème arrondissement.

### Élections législatives de 1993
| Candidat              | Candidat                              | Parti                      | Premier tour | Premier tour | Second tour | Second tour |  |
| Candidat              | Candidat                              | Parti                      | Voix         | %            | Voix        | %           |  |
| --------------------- | ------------------------------------- | -------------------------- | ------------ | ------------ | ----------- | ----------- |  |
|                       | Françoise de Panafieu sortante réélue | RPR (UPF)                  | 14 401       | 44,63        | 17 983      | 60,79       |  |
|                       | Yvette Davant                         | PS (ADFP)                  | 5 608        | 17,38        | 11 601      | 39,21       |  |
|                       | Jean-Pierre Reveau                    | FN                         | 4 708        | 14,59        |             |             |  |
|                       | Xavier Knowles                        | Les Verts (EÉ)             | 3 272        | 10,14        |             |             |  |
|                       | Dominique Dambreville                 | PCF                        | 1 830        | 5,67         |             |             |  |
|                       | Paulette Largier-Giraud               | LT-LNÉ                     | 874          | 2,71         |             |             |  |
|                       | Jean-Louis Nuel                       | LO                         | 688          | 2,13         |             |             |  |
|                       | Gisèle Sebag                          | MDR                        | 327          | 1,01         |             |             |  |
|                       | Michèle Juillard                      | Extrême gauche             | 312          | 0,97         |             |             |  |
|                       | Christian Lamotte                     | Divers gauche (Maj. prés.) | 152          | 0,47         |             |             |  |
|                       | Emmanuel Camoin                       | AP                         | 97           | 0,3          |             |             |  |
|                       |                                       |                            |              |              |             |             |  |
| Inscrits              | Inscrits                              | Inscrits                   | 52 463       | 100,00       | 63 464      | 100,00      |  |
| Abstentions           | Abstentions                           | Abstentions                | 19 106       | 36,42        | 31 949      | 50,34       |  |
| Votants               | Votants                               | Votants                    | 33 357       | 63,58        | 31 515      | 49,66       |  |
| Blancs et nuls        | Blancs et nuls                        | Blancs et nuls             | 1 088        | 3,26         | 1 931       | 6,13        |  |
| Exprimés              | Exprimés                              | Exprimés                   | 32 269       | 96,74        | 29 584      | 93,87       |  |
| Source : Data.gouv.fr |                                       |                            |              |              |             |             |  |

Le suppléant de Françoise de Panafieu était Roland Coche, conseiller de Paris. Roland Coche remplaça Françoise de Panafieu, nommée membre du gouvernement, du 19 juin 1995 au 21 avril 1997.

### Élections législatives de 1997
| Candidat       | Candidat                   | Parti             | Premier tour | Premier tour | Second tour | Second tour |  |
| Candidat       | Candidat                   | Parti             | Voix         | %            | Voix        | %           |  |
| -------------- | -------------------------- | ----------------- | ------------ | ------------ | ----------- | ----------- |  |
|                | Françoise de Panafieu élue | RPR               | 102 217      | 34,38        | 16 247      | 52,55       |  |
|                | Annick Lepetit             | PS                | 7 380        | 24,83        | 14 670      | 47,45       |  |
|                | Jean-Pierre Reveau         | FN                | 4 153        | 13,97        |             |             |  |
|                | Michel Rizzi               | PCF               | 1 816        | 6,11         |             |             |  |
|                | Xavier Knowles             | Les Verts         | 1 061        | 3,57         |             |             |  |
|                | Jean-Louis Nuel            | LO                | 919          | 3,09         |             |             |  |
|                | Thierry Bergeras           | LDI (MPF)         | 867          | 2,92         |             |             |  |
|                | Jacques Douai              | MÉI               | 482          | 1,62         |             |             |  |
|                | Jean-Luc Gonneau           | MDC               | 469          | 1,58         |             |             |  |
|                | Louis Bériot               | Divers écologiste | 460          | 1,55         |             |             |  |
|                | Daniel Fellous             | Divers            | 393          | 1,32         |             |             |  |
|                | Chantal Chatelain          | LCR               | 341          | 1,15         |             |             |  |
|                | Léonor Manent              | US4J              | 292          | 0,98         |             |             |  |
|                | André Bensoussan           | MDR               | 186          | 0,63         |             |             |  |
|                | Omar Bouraba               | Extrême gauche    | 167          | 0,56         |             |             |  |
|                | Jacqueline Trinquet        | PT                | 139          | 0,47         |             |             |  |
|                | Aurore Cabuzel             | Extrême droite    | 108          | 0,36         |             |             |  |
|                | Adnan Alnajem-Azzam        | Divers droite     | 94           | 0,32         |             |             |  |
|                | Valérie Macrez             | Divers            | 92           | 0,31         |             |             |  |
|                | Yves Laulan                | Divers droite     | 84           | 0,28         |             |             |  |
|                | Autres candidats           | Divers            | 85           | 0,29         |             |             |  |
|                |                            |                   |              |              |             |             |  |
| Inscrits       | Inscrits                   | Inscrits          | 50 341       | 100,00       | 50 341      | 100,00      |  |
| Abstentions    | Abstentions                | Abstentions       | 19 650       | 39,03        | 17 942      | 35,64       |  |
| Votants        | Votants                    | Votants           | 30 691       | 60,97        | 32 399      | 64,36       |  |
| Blancs et nuls | Blancs et nuls             | Blancs et nuls    | 970          | 3,16         | 1 482       | 4,57        |  |
| Exprimés       | Exprimés                   | Exprimés          | 29 721       | 96,84        | 30 917      | 95,43       |  |

Le suppléant de Françoise de Panafieu était Roland Coche.

### Élections législatives de 2002
| Candidat       | Candidat                      | Parti             | Premier tour | Premier tour | Second tour | Second tour |  |
| Candidat       | Candidat                      | Parti             | Voix         | %            | Voix        | %           |  |
| -------------- | ----------------------------- | ----------------- | ------------ | ------------ | ----------- | ----------- |  |
|                | Annick Lepetit élue           | PS (PRG)          | 10 664       | 33,42        | 14 712      | 50,27       |  |
|                | Patrick Stefanini             | UMP               | 10 357       | 32,46        | 14 556      | 49,73       |  |
|                | Jean-Pierre Reveau            | FN                | 2 842        | 8,91         |             |             |  |
|                | Christelle Augier de Crémiers | UDF               | 2 423        | 7,59         |             |             |  |
|                | Xavier Knowles                | Les Verts         | 1 660        | 5,2          |             |             |  |
|                | Jérôme Levron                 | Divers droite     | 824          | 2,58         |             |             |  |
|                | Michel Rizzi                  | PCF               | 668          | 2,09         |             |             |  |
|                | Mélanie Mermoz                | LCR               | 629          | 1,97         |             |             |  |
|                | Laurence Fouache              | Pôle républicain  | 493          | 1,55         |             |             |  |
|                | Annick Marty                  | LO                | 262          | 0,82         |             |             |  |
|                | Bernard Brès                  | MNR               | 256          | 0,8          |             |             |  |
|                | Sabine Duval                  | Cap21             | 201          | 0,63         |             |             |  |
|                | Maxime Rincourt               | Divers            | 117          | 0,37         |             |             |  |
|                | Jean-Claude Delarue           | Divers            | 110          | 0,34         |             |             |  |
|                | Céline Thiele                 | ND                | 106          | 0,33         |             |             |  |
|                | Pierre Recher                 | MÉI               | 95           | 0,3          |             |             |  |
|                | Claire Degans                 | Divers écologiste | 82           | 0,26         |             |             |  |
|                | Bruno Caire                   | GÉ                | 74           | 0,23         |             |             |  |
|                | Claudine Brissard             | CPNT              | 44           | 0,14         |             |             |  |
|                | Alain Frouard                 | RPF               | 0            | 0            |             |             |  |
|                |                               |                   |              |              |             |             |  |
| Inscrits       | Inscrits                      | Inscrits          | 48 298       | 100,00       | 48 290      | 100,00      |  |
| Abstentions    | Abstentions                   | Abstentions       | 15 978       | 33,08        | 18 182      | 37,65       |  |
| Votants        | Votants                       | Votants           | 32 320       | 66,92        | 30 108      | 62,35       |  |
| Blancs et nuls | Blancs et nuls                | Blancs et nuls    | 413          | 1,28         | 840         | 2,79        |  |
| Exprimés       | Exprimés                      | Exprimés          | 31 907       | 98,72        | 29 268      | 97,21       |  |

Le conseil constitutionnel, saisi par Stefanini, annula le scrutin dans sa décision n° 2002-2697 AN du 21 novembre 2002. Elle est motivée par une propagande électorale tardive, la veille du second tour, visant le candidat de droite, qui a potentiellement influencé les résultats compte tenu du faible écart avec Lepetit.
Le suppléant d'Annick Lepetit était Jean-Bernard Bros, PRG, chef d'entreprise, adjoint au maire de Paris, conseiller de Paris, conseiller municipal du 13ème arrondissement de Paris.

### Élections législatives partielles de 2003
| Candidat                          | Candidat                       | Parti          | Premier tour | Premier tour | Second tour | Second tour |  |
| Candidat                          | Candidat                       | Parti          | Voix         | %            | Voix        | %           |  |
| --------------------------------- | ------------------------------ | -------------- | ------------ | ------------ | ----------- | ----------- |  |
|                                   | Annick Lepetit sortante réélue | PS             | 7 791        | 44,13        | 10 311      | 54,80       |  |
|                                   | Patrick Stefanini              | UMP            | 6 244        | 35,37        | 8 503       | 45,20       |  |
|                                   | Christelle de Crémiers         | UDF            | 1 113        | 6,30         |             |             |  |
|                                   | Jean-Pierre Reveau             | FN             | 1 110        | 6,29         |             |             |  |
|                                   | Xavier Knowles                 | Les Verts      | 480          | 2,72         |             |             |  |
|                                   | Michel Rizzi                   | PCF            | 314          | 1,78         |             |             |  |
|                                   | Mélanie Mermoz                 | LCR            | 185          | 1,05         |             |             |  |
|                                   | Annick Marty                   | LO             | 178          | 1,01         |             |             |  |
|                                   | William Abitbol                | RPF            | 154          | 0,87         |             |             |  |
|                                   | Jean-Claude Delarue            | Divers (DA)    | 86           | 0,49         |             |             |  |
|                                   |                                |                |              |              |             |             |  |
| Inscrits                          | Inscrits                       | Inscrits       | 48 226       | 100,00       | 48 219      | 100,00      |  |
| Abstentions                       | Abstentions                    | Abstentions    | 30 412       | 63,06        | 28 943      | 60,02       |  |
| Votants                           | Votants                        | Votants        | 17 814       | 36,94        | 19 276      | 39,98       |  |
| Blancs et nuls                    | Blancs et nuls                 | Blancs et nuls | 159          | 0,89         | 462         | 2,4         |  |
| Exprimés                          | Exprimés                       | Exprimés       | 17 655       | 99,11        | 18 814      | 97,6        |  |
| Source : Ministère de l'Intérieur |                                |                |              |              |             |             |  |

### Élections législatives de 2007
| Candidat       | Candidat                       | Parti          | Premier tour | Premier tour | Second tour | Second tour |  |
| Candidat       | Candidat                       | Parti          | Voix         | %            | Voix        | %           |  |
| -------------- | ------------------------------ | -------------- | ------------ | ------------ | ----------- | ----------- |  |
|                | Brigitte Kuster                | UMP            | 12 304       | 36,48        | 13 963      | 43,76       |  |
|                | Annick Lepetit sortante réélue | PS             | 11 841       | 35,11        | 17 944      | 56,24       |  |
|                | Christelle De Cremiers         | UDF–MoDem      | 4 008        | 11,88        |             |             |  |
|                | Marie-Anne Robert-Kerbrat      | Les Verts      | 1 455        | 4,31         |             |             |  |
|                | Martial Bild                   | FN             | 1 249        | 3,7          |             |             |  |
|                | Melanie Mermoz                 | LCR            | 937          | 2,78         |             |             |  |
|                | Jean-Luc Gonneau               | MRC            | 695          | 2,06         |             |             |  |
|                | Maxime Dubois                  | Divers         | 256          | 0,76         |             |             |  |
|                | Annick Marty                   | LO             | 228          | 0,68         |             |             |  |
|                | Catherine Pamphile             | Divers         | 213          | 0,63         |             |             |  |
|                | Bertrand Lavaud                | NC             | 169          | 0,5          |             |             |  |
|                | Adnan Azzam                    | Divers         | 169          | 0,5          |             |             |  |
|                | Abdelhak-Salih Branki          | Divers         | 106          | 0,31         |             |             |  |
|                | Gaelle Le Roux                 | Divers         | 58           | 0,17         |             |             |  |
|                | Denis Dege                     | Divers         | 42           | 0,12         |             |             |  |
|                |                                |                |              |              |             |             |  |
| Inscrits       | Inscrits                       | Inscrits       | 56 436       | 100,00       | 56 422      | 100,00      |  |
| Abstentions    | Abstentions                    | Abstentions    | 22 334       | 39,57        | 23 898      | 42,36       |  |
| Votants        | Votants                        | Votants        | 34 102       | 60,43        | 32 524      | 57,64       |  |
| Blancs et nuls | Blancs et nuls                 | Blancs et nuls | 372          | 1,09         | 617         | 1,9         |  |
| Exprimés       | Exprimés                       | Exprimés       | 33 730       | 98,91        | 31 907      | 98,1        |  |